# Estación Koganei
La Estación Koganei (小金井駅 Koganei-eki?) es una estación de ferrocarril en la línea Utsunomiya en Shimotsuke, Tochigi (Tochigi), Japón, operada por la East Japan Railway Company (JR East). 

## Líneas
La estación de Koganei es servida por la línea de Utsunomiya Line (Línea principal de Tohoku), y está 88.1 kilómetros del punto de partida en Tokio. A través de los servicios hacia y desde las Líneas Tokaido y Yokosuka también hay servicios a través de las Líneas Shonan-Shinjuku Line y Ueno-Tokio Line.

## Diseño de la estación
La estación tiene un edificio elevado situado sobre dos plataformas que sirve cuatro andenes. Cuenta con una boletería.
Plataformas
| Plataforma | Línea           | Destino                           |
| ---------- | --------------- | --------------------------------- |
| 1 y 2      | Utsunomiya      | Utsunomiya y Kuroiso              |
| 1 y 2      | Shonan-Shinjuku | Utsunomiya                        |
| 3 y 4      | Utsunomiya      | Oyama, Ōmiya y Ueno               |
| 3 y 4      | Shonan-Shinjuku | Ōmiya, Shinjuku, Yokohama y Zushi |

## Historia
La estación se abrió el 25 de marzo de 1893 Durante la Segunda Guerra Mundial, la estación fue bombardeada por aviones de combate estadounidenses el 28 de julio de 1945, matando a unos 30 civiles en un tren de la línea principal de Tohoku que se encontraba detenido en la estación. Al oeste de la estación hay un monumento conmemorativo. Con la privatización de JNR el 1º de abril de 1987, la estación estuvo bajo el control de JR East.

## Estadísticas
Pasajeros diarios (solo pasajeros que suben). 
| Año  | Promedio diario |
| ---- | --------------- |
| 2000 | 4,039           |
| 2005 | 3,947           |
| 2010 | 3,988           |
| 2014 | 3,911           |